# Giuseppe Corradi
Giuseppe Corradi (Modena, 7 luglio 1932 – Lanzo, 22 luglio 2002) è stato un calciatore e allenatore di calcio italiano.

## Caratteristiche tecniche
I suoi inizi furono tra i pali, caratteristica che lo fecero considerare il potenziale sostituto del portiere titolare, nel caso di un infortunio di questi. Terzino moderno, nel suo ruolo fu fra i migliori per tecnica e capacità nella costruzione del gioco.

## Carriera

### Giocatore

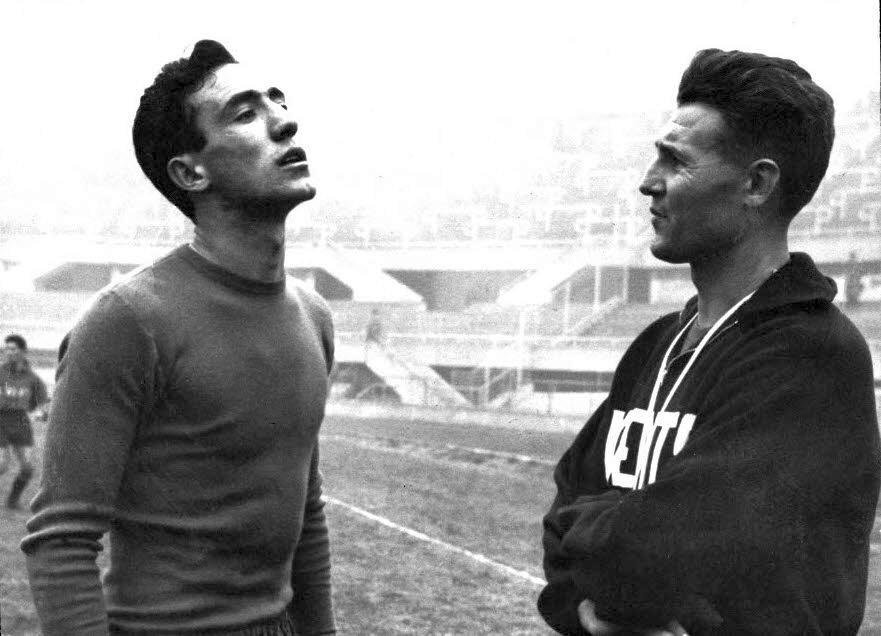
Corradi (a sinistra) in allenamento alla Juventus nei primi anni 1950, a colloquio con il tecnico Sárosi.

Messosi in luce con due stagioni in Serie B nel Modena, nel 1951 passò alla Juventus con cui esordì in Serie A il successivo 23 settembre, nella sfida Juventus-Lazio (5-3), vincendo alla fine della stagione lo scudetto.
Rimase a Torino per otto anni, segnati tuttavia da vari infortuni che ne minarono a più riprese la carriera, conquistando un secondo titolo nazionale nel torneo 1957-1958. Giocò quindi con le maglie di Genoa (una stagione in A e una in B) e Mantova (tre campionati in massima serie).
In carriera totalizzò complessivamente 270 presenze e 5 reti in Serie A, e 81 presenze in Serie B.
Corradi vestì anche la maglia della Nazionale italiana, prendendo parte ai Giochi Olimpici del 1952 in Finlandia.

### Allenatore
Terminata la carriera da calciatore, intraprese quella di allenatore, guidando tra l'altro Pisa, Spezia e Lecce.

## Statistiche

### Cronologia presenze e reti in nazionale
| Cronologia completa delle presenze e delle reti in nazionale ― Italia | Cronologia completa delle presenze e delle reti in nazionale ― Italia | Cronologia completa delle presenze e delle reti in nazionale ― Italia | Cronologia completa delle presenze e delle reti in nazionale ― Italia | Cronologia completa delle presenze e delle reti in nazionale ― Italia | Cronologia completa delle presenze e delle reti in nazionale ― Italia | Cronologia completa delle presenze e delle reti in nazionale ― Italia | Cronologia completa delle presenze e delle reti in nazionale ― Italia |
| Data                                                                  | Città                                                                 | In casa                                                               | Risultato                                                             | Ospiti                                                                | Competizione                                                          | Reti                                                                  | Note                                                                  |
| --------------------------------------------------------------------- | --------------------------------------------------------------------- | --------------------------------------------------------------------- | --------------------------------------------------------------------- | --------------------------------------------------------------------- | --------------------------------------------------------------------- | --------------------------------------------------------------------- | --------------------------------------------------------------------- |
| 16-7-1952                                                             | Tampere                                                               | Stati Uniti                                                           | 0 – 8                                                                 | Italia                                                                | Olimpiadi 1952 - Qualificazione                                       | -                                                                     |                                                                       |
| 21-7-1952                                                             | Helsinki                                                              | Ungheria                                                              | 3 – 0                                                                 | Italia                                                                | Olimpiadi 1952 - Ottavi di finale                                     | -                                                                     |                                                                       |
| 28-12-1952                                                            | Palermo                                                               | Italia                                                                | 2 – 0                                                                 | Svizzera                                                              | Coppa Internazionale                                                  | -                                                                     |                                                                       |
| 4-12-1957                                                             | Belfast                                                               | Irlanda del Nord                                                      | 2 – 2                                                                 | Italia                                                                | Amichevole                                                            | -                                                                     |                                                                       |
| 22-12-1957                                                            | Milano                                                                | Italia                                                                | 3 – 0                                                                 | Portogallo                                                            | Qual. Mondiali 1958                                                   | -                                                                     |                                                                       |
| 15-1-1958                                                             | Belfast                                                               | Irlanda del Nord                                                      | 2 – 1                                                                 | Italia                                                                | Qual. Mondiali 1958                                                   | -                                                                     |                                                                       |
| 23-3-1958                                                             | Vienna                                                                | Austria                                                               | 3 – 2                                                                 | Italia                                                                | Coppa Internazionale                                                  | -                                                                     |                                                                       |
| 9-11-1958                                                             | Parigi                                                                | Francia                                                               | 2 – 2                                                                 | Italia                                                                | Amichevole                                                            | -                                                                     |                                                                       |
| Totale                                                                |                                                                       | Presenze                                                              | 8                                                                     |                                                                       | Reti                                                                  | 0                                                                     |                                                                       |

## Palmarès

### Giocatore

#### Club

##### Competizioni nazionali
- Campionato italiano: 2

Juventus: 1951-1952, 1957-1958
- Coppa Italia: 1

Juventus: 1958-1959